# Pyronema piggotii
Pyronema piggotii är en svampart som först beskrevs av Berk. & Broome, och fick sitt nu gällande namn av Jean Louis Emile Boudier 1907. Pyronema piggotii ingår i släktet Pyronema och familjen Pyronemataceae.   Inga underarter finns listade i Catalogue of Life.